# Echeta subtruncata
Echeta subtruncata là một loài bướm đêm thuộc phân họ Arctiinae, họ Erebidae.